# Curcuma ceratotheca
Curcuma ceratotheca är en enhjärtbladig växtart som beskrevs av Karl Moritz Schumann. Curcuma ceratotheca ingår i släktet Curcuma och familjen Zingiberaceae. Inga underarter finns listade i Catalogue of Life.